# Lake Wendouree (sjö)
Lake Wendouree är en sjö i Australien. Den ligger i delstaten Victoria, omkring 100 kilometer väster om delstatshuvudstaden Melbourne. Arean är 1,7 kvadratkilometer. Den sträcker sig 1,5 kilometer i nord-sydlig riktning, och 1,8 kilometer i öst-västlig riktning.
Följande samhällen ligger vid Lake Wendouree:
- Newington (1 888 invånare)
- Lake Wendouree (1 471 invånare)

Trakten runt Lake Wendouree består till största delen av jordbruksmark. Runt Lake Wendouree är det ganska tätbefolkat, med 192 invånare per kvadratkilometer. Genomsnittlig årsnederbörd är 764 millimeter. Den regnigaste månaden är juni, med i genomsnitt 94 mm nederbörd, och den torraste är januari, med 26 mm nederbörd.